# Europapokal der Landesmeister (Handball) der Frauen 1985/86
Am Europapokal der Landesmeister 1985/86 nahmen 24 Handball-Vereinsmannschaften aus 24 Ländern teil. Diese qualifizierten sich in der vorangegangenen Saison in ihren Heimatländern für den Europapokal. Bei der 26. Austragung des Wettbewerbs verteidigte Spartak Kiew seinen Titel aus dem Vorjahr erfolgreich. Im Finale siegte Kiew gegen die rumänische Mannschaft von CS Știința Bacău und errang seinen elften Titel.

## 1. Runde
|                              | Gesamt  |                      | Hinspiel | Rückspiel |
| ---------------------------- | ------- | -------------------- | -------- | --------- |
| SK Freidig Trondheim         | 28:35   | Fredriksberg IF      | 15:16    | 14:21     |
| Iskra Partizánske            | 63:22   | HC Bascharage        | 33:40    | 30:18     |
| KS Cracovia                  | 55:13   | KV Sasja Antwerpen   | 28:50    | 27:80     |
| ATV Basel                    | 46:35   | SSV Brixen           | 26:15    | 20:20     |
| USM Gagny                    | 38:37   | Ookmeer Amsterdam    | 19:11    | 19:26     |
| Club Balonmano Íber Valencia | 56:17   | Ginásio Clube do Sul | 27:80    | 29:90     |
| Tarsus İdman Yurdu Erkutspor | [ Q 1 ] | Vasas Budapest       | :        | :         |
| Gymnastiki Enosi Véria       | 27:52   | Maccabi Ramat Gan    | 14:26    | 13:26     |

1. ↑  Vasas Budapest kam kampflos weiter

Durch ein Freilos zogen ZSKA Sofia, TSV Bayer 04 Leverkusen, Hypobank Südstadt Wien, Stockholmspolisens IF, ASK Vorwärts Frankfurt/O., RK Budućnost Titograd, CS Știința Bacău und Titelverteidiger Spartak Kiew direkt in das Achtelfinale ein.

## Achtelfinale
|                           | Gesamt |                              | Hinspiel | Rückspiel |
| ------------------------- | ------ | ---------------------------- | -------- | --------- |
| ASK Vorwärts Frankfurt/O. | 51:30  | Fredriksberg IF              | 23:13    | 28:17     |
| CS Știința Bacău          | 55:36  | Stockholmspolisens IF        | 34:18    | 21:18     |
| ATV Basel                 | 37:58  | KS Cracovia                  | 23:31    | 14:27     |
| Spartak Kiew              | 66:26  | USM Gagny                    | 33:11    | 33:15     |
| ZSKA Sofia                | 41:44  | Iskra Partizánske            | 23:19    | 18:25     |
| TSV Bayer 04 Leverkusen   | 30:37  | RK Budućnost Titograd        | 13:14    | 17:23     |
| Hypobank Südstadt Wien    | 51:38  | Club Balonmano Íber Valencia | 32:13    | 19:25     |
| Vasas Budapest            | 66:20  | Maccabi Ramat Gan            | 35:90    | 31:11     |

## Viertelfinale
|                       | Gesamt |                           | Hinspiel | Rückspiel |
| --------------------- | ------ | ------------------------- | -------- | --------- |
| Spartak Kiew          | 49:34  | ASK Vorwärts Frankfurt/O. | 26:14    | 23:20     |
| RK Budućnost Titograd | 53:49  | KS Cracovia               | 27:17    | 26:32     |
| Iskra Partizánske     | 45:46  | CS Știința Bacău          | 23:17    | 22:29     |
| Vasas Budapest        | 42:37  | Hypobank Südstadt Wien    | 21:16    | 21:21     |

## Halbfinale
|                  | Gesamt |                       | Hinspiel | Rückspiel |
| ---------------- | ------ | --------------------- | -------- | --------- |
| Spartak Kiew     | 43:37  | Vasas Budapest        | 28:19    | 15:18     |
| CS Știința Bacău | 61:53  | RK Budućnost Titograd | 30:23    | 31:30     |

## Finale
Das Hinspiel fand am 27. April 1986 in Bacău und das Rückspiel am 4. Mai 1986 in Kiew statt.
|                  | Gesamt |              | Hinspiel | Rückspiel |
| ---------------- | ------ | ------------ | -------- | --------- |
| CS Știința Bacău | 45:52  | Spartak Kiew | 23:29    | 22:23     |

### Hinspiel
| CS Știința Bacău | CS Știința Bacău | Spartak Kiew | Spartak Kiew |
| | Sonntag, 27. April 1986 in Bacău Ergebnis: 23:29 (12:16) Zuschauer: 1.800 Schiedsrichter: Jean Lelong, Gérard Tancrez ( Frankreich) |              |              |
| Ioana Vasîlca, Angela Brândușoiu – Georgeta Cerevenciuc, Filofteia Danilof (2), Adriana Popa, Mariana Târcă (12), Laurica Lunca (1), Elena Niţoiu (2), Eva Darvaș (1), Marilena Bratu, Lidia Butnărașu (4), Marilena Petrea (1) Trainer: Alexandru Mengoni / Costel Petrea | Natalja Mitrjuk, Natalja Rusnatschenko – Laryssa Karlowa (6), Switlana Mankowa (2), Sinajida Turtschyna (1), Olha Semenowa, Tamila Oleksjuk, Marina Basanowa (3), Tetjana Horb (7), Jewhenija Towstohan (1), Walentina Subku (4), Ljubow Odynokowa (5) Trainer: Ihor Turtschyn |              |              |
| Târcă, Popa, Butnărașu | Mankowa (2×), Karlowa, Odynokowa |              |              |

### Rückspiel
| Spartak Kiew | Spartak Kiew | CS Știința Bacău | CS Știința Bacău |
| | Sonntag, 4. Mai 1986 in Kiew Ergebnis: 23:22 (12:11) Zuschauer: 2.700 Schiedsrichter: Dzhumbar Tschkartischwili, Juri Taranuchin ( Sowjetunion) 1 |                  |                  |
| Natalja Mitrjuk, Natalja Rusnatschenko – Laryssa Karlowa (1), Switlana Mankowa, Sinajida Turtschyna (1), Olha Semenowa (2), Tamila Oleksjuk (4), Marina Basanowa, Tetjana Horb (5), Jewhenija Towstohan (4), Walentina Subku (3), Ljubow Odinokowa (3) Trainer: Ihor Turtschyn | Ioana Vasîlca, Angela Brândușoiu – Georgeta Cerevenciuc, Filofteia Danilof (1), Adriana Popa, Mariana Târcă (15), Laurica Lunca (3), Elena Niţoiu (1), Eva Darvaș, Marilena Bratu, Lidia Butnărașu (2), Marilena Petrea Trainer: Alexandru Mengoni / Costel Petrea |                  |                  |
| Turtschyna, Subku | Lunca, Niţoiu |                  |                  |